# Orceïna
L'orceïna és un colorant de color vermell violaci (porpra) que s'extreu de forma natural de diversos líquens. És coneguda per la seva olor tan particular i extravagant que, després d'una exposició prolongada, pot arribar a inhabilitar la pituïtària temporalment, incapacitant per detectar altres olors. Encara que no està provat, s'han donat casos en què una exposició de més de 12 hores pot causar danys permanents en la hipòfisi.
És una substància que s'utilitza per tenyir i veure les diferents fases dels cromosomes en divisió cel·lular. Amb aquesta tècnica de tinció es poden veure els cromosomes impregnats per l'orceïna acètica en color morat i d'aquesta manera poder observar les diferents etapes de la mitosi; això facilita la visualització de les etapes del cicle cel·lular.